# La Sorcière invincible tueuse de Slime depuis 300 ans
La Sorcière invincible tueuse de Slime depuis 300 ans (スライム倒して300年、知らないうちにレベルMAXになってました, Suraimu Taoshite Sanbyaku-nen, Shiranai Uchi ni Reberu Makkusu ni Nattemashita) est un light novel japonais écrit Kisetsu Morita et illustré par Benio, prépublié dans le Shōsetsuka ni narō entre juin 2016 et novembre 2021.
Une adaptation en manga par Yūsuke Shiba est prépubliée depuis juin 2017 dans le Gangan Online. La version française est éditée par Soleil Productions. Une adaptation en série télévisée d'animation produite par Revoroot est diffusée depuis avril 2021.

## Histoire

### Prologue
Après s'être tuée au travail dans notre monde, Azusa Aizawa s'est réincarnée en sorcière immortelle dans un autre monde.

### Synopsis
Après 300 ans passés à profiter d'une vie paisible et à tuer des slimes pour gagner de l'argent, elle finit par atteindre le niveau 99 ! Désormais, elle traîne une solide réputation et attire aventuriers curieux, dragons duellistes et même un monstre qui la prend pour sa mère ! Tout ceci ne fait pas ses affaires, elle qui aspire toujours à se la couler douce...

## Personnages
Azusa Aizawa (アズサ・アイザワ / 相沢梓, Azusa Aizawa)
Voix japonaise : Aoi Yūki
Une ancienne employée de bureau japonaise s’est réincarnée en sorcière immortelle, appelée « la Sorcière des Plaines » (高原の魔女, Kōgen no Majo). Fatiguée de tout surmenage et de toute excitation à la suite de sa mort prématurée dans son ancienne vie, elle s’efforce de trouver une vie facile, mais une fois que la nouvelle de ses prouesses sans précédent se répand, elle se retrouve assiégée par des challengers qui tentent de faire leurs preuves sur elle, ou par toutes sortes de personnes prêtes à la rejoindre. Cependant, elle est compatissante et, avec le temps, devient très protectrice envers sa famille adoptive, au grand dam de tous ceux qui les mettent délibérément en danger.
Raika (ライカ, Raika)
Voix japonaise : Kaede Hondo
Une fille dragon rouge d’environ 300 ans qui change de forme. À l’origine arrogante, elle est venue à Azusa pour la combattre et prouver qu’elle était la plus forte d’entre elles. Après avoir été battue par Azusa, elle la rejoint en tant que première apprentie et gouvernante.
Falfa (ファルファ, Farufa)
Voix japonaise : Miku Itō
Une fille d’environ 50 ans. Elle et sa sœur jumelle Shalsha sont toutes deux des réincarnations des slimes qu’Azusa a tué pour gagner sa vie, ce qui ne n'empêche pas Falfa d'avoir une profonde admiration pour Azusa.
Shalsha (シャルシャ, Sharusha)
Voix japonaise : Minami Tanaka
Sœur jumelle de Falfa. Poussée par la volonté de se venger d'Azusa pour avoir tué tous les slimes, elle a appris un type de magie qui n’est efficace que contre une race spécifique, mais qui est à son tour assez puissant pour contrer même la magie d’Azusa. Elle est très curieuse et prend régulièrement des notes sur tout ce qu’elle rencontre de nouveau.
Harukara (ハルカラ, Harukara)
Voix japonaise : Sayaka Harada (ja)
Une jeune femme apothicaire elfe de la province de Frant avec des sautes d’humeur très abruptes et une carrure voluptueuse. Elle a inventé une boisson énergisante à base d’alcool extrêmement populaire. Elle connaît très bien les champignons, mais elle est écervelée et sujette aux accidents.
Belzébuth (ベルゼブブ, Beruzebubu)
Voix japonaise : Manami Numakura (ja)
Un démon féminin de haut rang âgé de 10 millénaires, ministre de l’Agriculture du Royaume des Démons et Seigneur des Mouches. À la poursuite d'Harukara, devenue accro à sa boisson énergisante (afin de relancer sa production), elle provoque Azusa en duel, mais s'effondre d'épuisement et est soignée par elle et Harukara. Une fois le malentendu dissipé, elle s'en va paisiblement, mais jure de revenir terminer le duel contre Azusa (qu'elle perd finalement) et de reprendre sa boisson. Elle commence cependant à s'intégrer à la famille d'Azusa, devenant finalement sa sœur aînée adoptive. Elle traite également Falfa et Shalsha comme si elles étaient ses filles.
Fratorte (フラットルテ, Furattorute)
Voix japonaise : Azumi Waki (ja)
Une fille dragon bleu d'environ 400 ans. Écœurée de savoir que la sœur de Raika est sur le point de se marier, elle est venue gâcher la fête, aidée par d'autres dragon bleus. Hélas pour eux, Azusa, invitée au mariage à l'instar de sa famille, leur a mis la misère, prouvant qu'un humain de niveau 99 peut vaincre une armée de dragons à lui seul. Après sa défaite, Fratorte se rachête en payant les réparations et les soins des blessés et en jurant la paix éternelle sur le traité signé avec Raika et Azusa. Elle laisse même cette dernière lui toucher les cornes, devenant ainsi sa troisième disciple.
Rosalie (ロザリー, Rozarī)
Voix japonaise : Riho Sugiyama (ja)
Le fantôme d'une fille morte à l’âge de 15 ans. Fille d’un marchand qui avait connu des moments difficiles, elle s’est suicidée après avoir appris que son père voulait la vendre comme prostituée. Son fantôme hante le domaine de son père. Heureusement, la chance lui a souri le jour où Harukara met en place un atelier sur ce même domaine : pour les aider toutes les deux, Azusa permet à Rosalie de prendre possession du corps de Harukara pour quitter le lieu qui l'a restreinte depuis une éternité, avant de l'en sortir. Depuis, Rosalie est libre comme l'air.
Fatla (ファートラ, Fātora)
Voix japonaise : Miku Itō
Une femme léviathan, secrétaire de Beelzebuth, et la sœur aînée de Vania. Elle et Vania sont toutes deux des métamorphes, capables de prendre la forme d'une gigantesque baleine volante. Malgré le mythe selon lequel les léviathans sont des créatures aquatiques, ils sont en réalité des habitants de l'air, et sont habituellement utilisés comme moyen de transport vivant (avec un hôtel de villégiature sur le dos) par les démons, les diables et leurs hôtes privilégiés. Pour remplir cette obligation, les deux sœurs travaillent en tandem : pendant que l'une fait le transport, l'autre utilise les installations de l'hôtel (en particulier le bain) pour se détendre.
Vania (ヴァーニア, Vānia)
Voix japonaise : Ari Ozawa (ja)
Une femme léviathan, assistante de Beelzebuth, et la sœur cadette de Fatla.
Pecola (ペコラ / プロヴァト・ペコラ・アリエース, Pekora)
Voix japonaise : Yukari Tamura
Une démon de plus de 1000 ans et le "Roi" du royaume démoniaque de sa capitale Vanzeld. Malgré son titre impressionnant, sa forme naturelle est une petite fille mignonne avec des cornes de bélier et trois queues, et elle est, la plupart du temps, étonnamment gaie et informelle. Elle a aussi un complexe de soumission ; après avoir été accidentellement assommée par Harukara, et avec Azusa la battant dans un duel pour la vie de Harukara, elle se soumet volontiers à sa "conquérante".
Intellislime/Slime Intelligent (賢いスライム, Kensura / Kashikoi Suraimu)
Un slime noir vivant au sous-sol du château de Vanzeld. Il communique en composant des mots.
Magislime/Slime Magicien (マースラ / 魔法使いスライム, Māsura / Mahō Tsukai Suraimu)
Voix japonaise : Miyuri Shimabukuro
Une femme slime dotée de pouvoirs magiques. Ayant l'apparence d'une jeune fille de 15 ans, elle a en réalité plus de 300 ans.
Slimartiaux/Slime Combattant (マースラブッスラー / 武道家スライム, Māsura / Bussurā / Budōka Suraimu)
Voix japonaise : Ayasa Itō
Une femme slime de plus de 300 ans, qu'Azusa et sa famille sont allés consulter quand Falfa s'est retrouvée coincée dans sa forme de slime après s'être fait un torticolis. Pour elle, les combats d'arts martiaux sont un bon moyen de gagner de l'argent. Ayant souhaité devenir l'élève d'Azusa après sa défaite contre Belzébuth, elle s'est finalement ravisée en comprenant que la sorcière était une chasseuse de slimes; et c'est Belzébuth qui est devenue son maître.
Eno (エノ, Eno)
Voix japonaise : Hikaru Tono
Une sorcière immortelle de 150 ans, surnommée "la Sorcière des Cavernes ". Naïve et terriblement timide, mais avide de reconnaissance, elle usurpe le titre de "Sorcière des Plaines" pour exploiter la réputation d'Azusa et se faire de nouveaux amis. Lorsqu'Azusa entend parler de la contrefaçon, elle confronte Eno et l'aide ensuite à vendre ses remèdes à base de mandragore, qui connaissent un succès considérable. Son titre vient de l'emplacement de son atelier, situé dans un lieu souterrain difficile d'accès, contribuant ainsi à son manque de renommée initial. Elle est devenue rivale avec Harukara car chacune est connue pour voler les idées de l'autre.
Pondeli (ポンデリ, Ponderi)
Voix japonaise : Yūko Ōno
Une fille-chat morte-vivante; Elle avait passé l'arme à gauche à cause de son ennui, qui l'avait rendue feignante au point d'oublier de manger. Après sa résurrection, elle est devenue gardienne de cimetière; mais elle se sent seule, sans personne pour lui tenir compagnie. Lorsqu'elle ne veut pas aller au Royaume des Démons, Azusa résout le problème en suggérant à Belzébuth que Pondeli soit transformée en joueur de casino démoniaque dans le Royaume des Démons, puisque la fille-chat est méchamment douée pour les jeux de cartes.
Leila (レイラ, Reira)
Voix japonaise : Sakura Nakamura
La grande sœur biologique de Raika. Azusa et sa famille ont été invités à son mariage.
Natalie (ナタリー, Natarī)
Voix japonaise : Sayaka Kikuchi
La gérante actuelle de la guilde des aventuriers de Flatta.
Kuku (クク, Kuku)
Voix japonaise : Kotori Koiwai
Une femme-lapin ménestrelle, âgée de 80 ans. Fut un temps où elle avait un alter-ego; Scifanoia, une death métalliste.
Domremy (Domuremī)
Voix japonaise : 

Yufufu (ユフフ, Yufufu)
Voix japonaise : Ai Kayano
Un esprit du ruissellement, ayant la forme d'une jeune femme à forte poitrine; sa tenue, aussi bien maternelle que coquine, laisse son décolleté et son ventre à découvert. Elle devient la mère adoptive d'Azusa, ce qui fait également d'elle la grand-mère adoptive de Falfa et Shalsha.
Sandra (サンドラ, Sandora)
Voix japonaise : Yui Ogura
Une jeune mandragore de plus de 300 ans, capable de creuser le sol à grande vitesse. Elle craint les sorcières, qui veulent l'utiliser pour créer des remèdes. Mais elle se rapproche d'Azusa lorsqu'elle comprend qu'elle veut la protéger, contrairement aux autres sorcières du monde, et devient membre de sa famille. Azusa donne également son nom à Sandra et la considère même comme sa troisième fille, bien que Sandra nie ce lien maternel adoptif au début. Sandra n'apprécie pas beaucoup Harukara en raison de ses problèmes personnels avec les elfes, même si elle s'entend bien avec Falfa et Shalsha. Elle possède également de grandes connaissances en matière de culture.
Misjantie (ミスジャンティー, Misujantī)
Voix japonaise : Azusa Tadokoro
Un esprit du pin qui réside dans un temple. C'est un être qui sert de médiateur dans les mariages. Après avoir été aidée par Azusa pour résoudre son problème, elle crée un autre temple dans le village de Flatta.
Cralina (キュアリーナ, Kyuarīna)
Voix japonaise : Manka Iwami
Un esprit des méduses et une artiste errante, vieille d'environ 60 à 70 millénaires. Elle peut faire briller les méduses. Son travail, aussi perturbant que flippant, fait se refléter les ténèbres spirituelles.
Méga-Méga ()
Voix japonaise : 
La déesse ayant offert à Azusa sa résurrection. Comme elle a une fâcheuse tendance à réincarner souvent les morts en jeunes femmes immortelles, les autres dieux, trouvant cela problématique, l'ont rétrogradée.

## Univers de la Sorcière invincible tueuse de Slime depuis 300 ans

### Lieux

#### Village de Flatta
C'est le lieu principal de l'histoire. Azusa vit près de ce village. 

#### Mont Rokko
Ce volcan est le pays d'origine des dragons rouges. Raika est née là-bas. 

#### Royaume des Démons
Une ville où résident les démons. Pecora en est la dirigeante. 

#### Arbre-Monde
Un arbre géant creusé et transformé en attraction touristique. Il comporte 108 étages, chacun contenant des défis différents.

### Races

#### Humains
Les humains constituent le peuple le mieux connu de ce monde. Certains sont moldus, c'est-à-dire qu'ils n'ont que des compétences non magiques; d'autres peuvent utiliser la magie (ce domaine est généralement maîtrisé par les mages et les sorciers). Même si, à première vue, les membres de ce peuple sont faibles et fragiles, un humain de niveau 99 est la preuve vivante que même les plus faibles peuvent se hisser au niveau des plus forts. Azusa en l'exemple le plus frappant : à elle seule, elle a terrassé plusieurs dragons bleus. 

#### Slimes
Les slimes sont le type de monstre le plus abondant, en particulier dans les plaines de Katze. Pour les aventuriers les plus attentifs, il est facile de discerner les slimes bienveillants des slimes malveillants : les slimes bienveillants ont une couleur foncée; les slimes malveillants, une couleur claire, ainsi qu'une tendance à attaquer les êtres qui s'approchent d'eux. Cette race comporte également des individus particuliers; par exemple, un slime noir capable de communiquer par composition alphabétique. Certains slimes peuvent acquérir une forme humaine, soit par la pratique de la magie, soit par la pratique des arts martiaux; ainsi, ils peuvent facilement se socialiser avec les humains. Parfois, il arrive que des âmes de slimes morts fusionnent, évoluant ainsi en un esprit élémentaire slimesque; ce qui confère au nouvel être, dès cette naissance, une forme humaine. Les esprits slimesques conservent les souvenirs des slimes morts. 

#### Dragons
En dépit de leur véritable forme (digne des monstres légendaires tels qu'ils sont décrits), les dragons sont doués d'intelligence, capables de parler, et civilisés. Ils peuvent tous prendre forme humaine, mais les traits draconiques demeurant visibles dépendent du clan : là où pour certains, les cornes sont le seul trait draconique visible sous forme humaine, d'autres révèlent aussi la queue ou les ailes. Il y a cinq clans de dragons : les dragons rouges, les dragons bleus, les dragons noirs, les dragons blancs, et les dragons jaunes. Chaque clan a des différences culturelles. Mais certains clans ne s'entendent pas très bien; les dragons rouges, par exemple, ont de mauvaises relations avec les dragons bleus. Chaque clan a une affinité élémentaire qui lui est propre; une affinité qui se retrouve dans le souffle draconique des membres du clan en question. Pour citer des exemples, les dragons rouges ont une affinité avec le feu, d'où leur souffle de flammes; de même, si les dragons bleus peuvent souffler un blizzard, c'est parce qu'ils ont une affinité avec la glace. Les dragons rouges sont généralement nobles et polis. Chaque dragon bleu considère ses cornes comme sa fierté; si le dragon bleu trouve quelqu'un digne d'être son maître, il le laissera lui toucher les cornes. Un dragon qui passe une longue période sans manger de la viande peut devenir irritable. Attention à ne pas marcher sur le plat d'un dragon en train de manger sous sa vraie forme, car ils ont une fâcheuse tendance à confondre l'étourdi faisant cette bêtise avec leur repas. Les dragons sont d'excellents alchimistes : il leur suffit de tracer un cercle de transmutation pour jeter un sort efficace; et ils y sont sensibles.

#### Elfes
Les elfes sont les êtres humanoïdes les plus semblables aux humains; leur principale différence est leurs longues oreilles pointues. Ils vivent typiquement dans les bois, en harmonie avec la nature; ils sont aussi d'excellents apothicaires, et entretiennent de bonnes relations avec les humains. La majorité des elfes sont des canons de beauté, grands et minces. Le plus remarquable est leur durée de vie considérablement prolongée, leur permettant de vivre plus de 200 ans. Parallèlement à cela, les elfes vieillissent également beaucoup plus lentement que les humains, ce qui signifie que lorsqu'on est d'âge moyen pour un humain, l'elfe serait toujours physiquement et mentalement un enfant. En ce qui concerne la procréation, les elfes ont beaucoup plus de mal à produire une progéniture que les humains, ce qui est la principale explication de leur faible population et densité globale. En général, les elfes sont végétariens; mais ils peuvent, en cas de besoin, se nourrir de façon plus carnivore, car la viande leur confère les protéines dont manquent les fruits. Ils ont tendance à manger principalement du poulet et d'autres volailles, la vie dans les bois ne leur offrant pas les champs nécessaires à l'élevage des boeufs et des porcs.

#### Démons
Les démons ne sont pas des habitants de l'enfer contrairement à ce que l'on pourrait croire, mais un peuple composite, constitué d'une variété de races de bêtes de différents types. En tant que peuple, ils ont toujours été engagés dans des conflits avec les nations humaines, même si ces dernières années, leurs relations ont été relativement pacifiques. Contrairement à la représentation populaire, les démons ne sont pas des monstres agressifs, assoiffés de sang et peu sensés. Au lieu de cela, ce sont des créatures largement équilibrées et intelligentes avec une tempérance variable. Tout comme l'humain moyen, chaque démon a sa propre personnalité et sa propre identité, en fonction de l'animal qu'il est. Même si certains sont plus agressifs et barbares que d’autres, cela ne constitue pas un indicateur pour l’ensemble de l’espèce. Adoptant en grande partie des formes humanoïdes, ils se distinguent des humains par l'ajout de permutations corporelles, telles que des cornes ou des oreilles, des queues ou des ailes d'animaux. Dans certains cas, comme Belzébuth, ceux-ci sont également respectifs d'autres formes qu'ils peuvent adopter. Leur espérance de vie est si longue que les démons peuvent vivre des millénaires.

#### Esprits
Les esprits sont de natures variées : certains sont des incarnations des éléments de la nature, tandis que d'autres, comme les fantômes, sont des gens ayant passé l'arme à gauche avec quelques regrets. Ils peuvent avoir des capacités propres à chaque type d'esprit : ainsi, les fantômes peuvent voler et traverser les murs; les élémentaires maîtrisent les éléments auxquels ils ont une affinité. 

## Light novel

### Liste des volumes
| no                                                                                 | Japonais          | Japonais          |
| no                                                                                 | Date de sortie    | ISBN              |
| ---------------------------------------------------------------------------------- | ----------------- | ----------------- |
| 1                                                                                  | 14 janvier 2017   | 978-4-7973-9044-5 |
| 2                                                                                  | 15 avril 2017     | 978-4-7973-9176-3 |
| 3                                                                                  | 15 juillet 2017   | 978-4-7973-9295-1 |
| 4                                                                                  | 13 octobre 2017   | 978-4-7973-9296-8 |
| 5                                                                                  | 15 janvier 2018   | 978-4-7973-9297-5 |
| Au Japon, une édition spéciale est sortie à la même date (ISBN 978-4-7973-9298-2)  |                   |                   |
| 6                                                                                  | 13 octobre 2017   | 978-4-7973-9617-1 |
| 7                                                                                  | 14 juillet 2018   | 978-4-7973-9619-5 |
| Au Japon, une édition spéciale est sortie à la même date (ISBN 978-4-7973-9618-8). |                   |                   |
| 8                                                                                  | 15 novembre 2018  | 978-4-7973-9913-4 |
| 9                                                                                  | 15 mars 2019      | 978-4-8156-0096-9 |
| Au Japon, une édition spéciale est sortie à la même date (ISBN 978-4-8156-0097-6). |                   |                   |
| 10                                                                                 | 9 août 2019       | 978-4-8156-0274-1 |
| 11                                                                                 | 12 décembre 2019  | 978-4-8156-0275-8 |
| 12                                                                                 | 14 avril 2020     | 978-4-8156-0559-9 |
| Au Japon, une édition spéciale est sortie à la même date (ISBN 978-4-8156-0276-5). |                   |                   |
| 13                                                                                 | 14 juillet 2020   | 978-4-8156-0705-0 |
| 14                                                                                 | 14 octobre 2020   | 978-4-8156-0651-0 |
| Au Japon, une édition spéciale est sortie à la même date (ISBN 978-4-8156-0650-3). |                   |                   |
| 15                                                                                 | 14 janvier 2021   | 978-4-8156-0706-7 |
| 16                                                                                 | 13 avril 2021     | 978-4-8156-0708-1 |
| Au Japon, une édition spéciale est sortie à la même date (ISBN 978-4-8156-0707-4). |                   |                   |
| 17                                                                                 | 12 juin 2021      | 978-4-8156-1090-6 |
| 18                                                                                 | 14 septembre 2021 | 978-4-8156-1091-3 |
| 19                                                                                 | 14 décembre 2021  | 978-4-8156-1347-1 |
| 20                                                                                 | 14 avril 2022     | 978-4-8156-1393-8 |
| 21                                                                                 | 11 août 2022      | 978-4-8156-1640-3 |
| 22                                                                                 | 16 janvier 2023   | 978-4-8156-1873-5 |
| 23                                                                                 | 14 juillet 2023   | 978-4-8156-2034-9 |
| 24                                                                                 | 14 novembre 2023  | 978-4-8156-2035-6 |
| 25                                                                                 | 9 août 2024       | 978-4-8156-2707-2 |
| 26                                                                                 | 15 décembre 2024  | 978-4-8156-2708-9 |
| 27                                                                                 | 12 avril 2025     | 978-4-8156-2709-6 |
| 28                                                                                 | 14 juin 2025      | 978-4-8156-3200-7 |
| 29                                                                                 | 15 janvier 2026   | 978-4-8156-3732-3 |

## Manga

### Liste des volumes
| no                                                                                                 | Japonais          | Japonais          | Français        | Français          |
| no                                                                                                 | Date de sortie    | ISBN              | Date de sortie  | ISBN              |
| -------------------------------------------------------------------------------------------------- | ----------------- | ----------------- | --------------- | ----------------- |
| 1                                                                                                  | 12 janvier 2018   | 978-4-7575-5582-2 | 13 janvier 2021 | 978-2-302-09216-7 |
| 2                                                                                                  | 22 juin 2018      | 978-4-7575-5751-2 | 28 avril 2021   | 978-2-302-09259-4 |
| 3                                                                                                  | 13 novembre 2018  | 978-4-7575-5912-7 | 7 juillet 2021  | 978-2-302-09260-0 |
| 4                                                                                                  | 12 avril 2019     | 978-4-7575-6085-7 | 27 octobre 2021 | 978-2-302-09261-7 |
| 5                                                                                                  | 12 septembre 2019 | 978-4-7575-6286-8 | 12 janvier 2022 | 978-2-302-09621-9 |
| 6                                                                                                  | 12 février 2020   | 978-4-7575-6502-9 | 13 avril 2022   | 978-2-302-09658-5 |
| 7                                                                                                  | 12 septembre 2020 | 978-4-7575-6749-8 | 6 juillet 2022  | 978-2-302-09659-2 |
| 8                                                                                                  | 12 mars 2021      | 978-4-7575-7122-8 | 19 octobre 2022 | 978-2-302-09660-8 |
| Au Japon, le tome 8 est également sorti en édition spéciale le même jour (ISBN 978-4-7575-7123-5). |                   |                   |                 |                   |
| 9                                                                                                  | 11 juin 2021      | 978-4-7575-7321-5 | 25 janvier 2023 | 978-2-302-09912-8 |
| 10                                                                                                 | 10 décembre 2021  | 978-4-7575-7630-8 | 12 avril 2023   | 978-2-302-09913-5 |
| 11                                                                                                 | 10 juin 2022      | 978-4-7575-7965-1 | 12 juillet 2023 | 978-2-302-10084-8 |
| 12                                                                                                 | 12 décembre 2022  | 978-4-7575-8307-8 | 18 octobre 2023 | 978-2-302-10143-2 |
| 13                                                                                                 | 12 juillet 2023   | 978-4-7575-8663-5 | 18 octobre 2023 | 978-2-302-10143-2 |
| 14                                                                                                 | 9 février 2024    | 978-4-7575-9050-2 | 6 novembre 2024 | 978-2-302-10437-2 |
| 15                                                                                                 | 9 août 2024       | 978-4-7575-9353-4 |                 |                   |
| 16                                                                                                 | 12 mars 2025      | 978-4-7575-9739-6 |                 |                   |

## Anime
Une adaptation en série télévisée d'animation est annoncée durant un stream pour le "GA Fes 2019" le 19 octobre 2019. La série est animée par Revoroot et réalisée par Nobukage Kimura, avec Tatsuya Takahashi à la composition de série, Keisuke Goto au chara design et Keiji Inai (en) à la composition de la musique. La série est diffusée du 10 avril au 26 juin 2021 sur AT-X, Tokyo MX et BS11,. Aoi Yūki interprète le générique d'ouverture, Gudafuwa Eburidē (ぐだふわエブリデー), tandis que Azumi Waki (en) interprète le générique de fin, Viewtiful Days!. Crunchyroll obtient les droits de diffusion de la série hors de l'Asie. Muse Communication (en) obtient les droits de diffusion pour l'Asie du Sud-Est et l'Asie du Sud et diffuse la série sur iQiyi, Bilibili, CATCHPLAY+ et d'autres plateformes, et sur la chaîne télévisée Animax Asia.
En janvier 2022, une deuxième saison est annoncée. La saison est animée par Teddy et dirigée par Kunihisa Sugishima, avec Naohiro Fukushima qui s’occupe de la composition de la série, Hikaru Kodama qui conçoit les personnages et Keiji Inai (ja) qui revient pour composer la musique de la série. La diffusion est prévue pour  2025.

### Liste des épisodes

#### Saison 1
| No | Titre français                           | Titre japonais                 | Titre japonais                          | Date de 1re diffusion |
| No | Titre français                           | Kanji                          | Rōmaji                                  | Date de 1re diffusion |
| --- | ---------------------------------------- | ------------------------------ | --------------------------------------- | --------------------- |
| 1 | J'ai atteint le niveau max               | 放送直前特番                   | Reberu Makkusu ni Natteita              | 10 avril 2021         |
| Aizawa Azusa s'est surmenée à mort à vingt-sept ans. Une déesse sympathique la réincarne en sorcière immortelle dans un nouveau monde. Azusa est déterminée à vivre une vie paisible, en construisant une ferme dans les montagnes et en chassant les slimes chaque jour pour passer le temps. Trois cents ans se sont écoulés et elle est connue comme la sorcière des plaines par les habitants du village de Flatta en raison de ses connaissances médicinales. Sur un coup de tête, elle demande à la guilde des aventuriers de mesurer ses pouvoirs et découvre que l'expérience de tuer plusieurs slimes chaque jour pendant 300 ans équivaut à vaincre 4380 dragons. Elle est désormais l'aventurière la plus forte du monde entier. Bientôt, sa vie insouciante est interrompue à plusieurs reprises par des challengers, dont Raika, un dragon légendaire, qui la défie et est vaincue, bien qu'elle détruise accidentellement la maison d'Azusa. Raika revient sous la forme d'une jeune fille, remet son trésor pour réparer la maison d'Azusa et demande à devenir l'élève d'Azusa. Dans l'espoir que cela puisse lui faciliter la vie à long terme, Azusa accepte Raika comme élève/femme de chambre, décidant de lui montrer qu'un petit effort quotidien peut faire beaucoup de chemin, en commençant par leur construire une plus grande maison où vivre. |                                          |                                |                                         |                       |
| 2 | Rencontre avec mes filles                | 娘が来た                       | Musume ga Kita                          | 17 avril 2021         |
| Azusa est surveillée par une fille qui jure de se venger. Raika révèle que les attaques de méchants et de monstres vont probablement augmenter maintenant que les gens savent qu'Azusa est forte, alors elles placent une barrière magique autour du village de Flatta. Une enfant, Falfa, prétend que sa sœur, Shalsha (la fille d'avant), tente de tuer Azusa, et qu'Azusa est leur mère. Azusa apprend que les sœurs sont en fait des esprits slimesques âgés de 50 ans, formés à partir des âmes de chaque slime qu'Azusa a tué. Alors que Falfa considère Azusa comme leur mère, Shalsha veut se venger d'elle pour la mort des slimes chassés. La magie d'Azusa est inutile car Shalsha révèle qu'elle s'est entraînée pendant cinquante ans pour perfectionner son sort de destruction contre Azusa. Raika protège Azusa et bat facilement Shalsha. Falfa explique que Shalsha n'a entraîné le sort de destruction que pour vaincre Azusa, qu'elle est sans défense contre tout le reste et que Shalsha ne pourra plus l'utiliser avant au moins cinquante ans. Forcée d'abandonner sa rancune en apprenant qu'Azusa n'est pas la seule à tuer des slimes et que la raison pour laquelle les gens les tuent est parce qu'ils ne les comprennent pas, Shalsha décide de vivre heureuse. Azusa décide de devenir leur mère et les invite à vivre avec elle. Shalsha convient qu'Azusa peut continuer à tuer des slimes, mais uniquement les blancs, qui sont maléfiques. Azusa décide qu'une vie avec un élève dragon et des filles slimes peut aussi être paisible.  |                                          |                                |                                         |                       |
| 3 | Une elfe débarque                        | エルフが来た                   | Erufu ga Kita                           | 24 avril 2021         |
| Harukara, une elfe, apparaît chez Azusa pour chercher de l'aide contre le démon Belzébuth. Elle explique qu'elle a créé Nutri-Spirit, une boisson énergisante, mais que cela a rendu Belzébuth malade, alors elle s'est enfuie pour éviter d'être punie. Azusa accepte de prendre Harukara comme élève et met une barrière autour de sa maison. Tout en cueillant des champignons, Harukara en mange négligemment un qui a des effets aphrodisiaques et tente de séduire Azusa, qui la punit ensuite. Azusa se rend compte que Belzébuth, le seigneur des mouches, a été dans la maison déguisé en mouche domestique tout le temps. Azusa la défie dans un duel, au cours duquel Belzébuth vole malencontreusement dans la barrière et s'évanouit sous le choc. Azusa l'aide à récupérer, au cours de laquelle Belzébuth explique que le Nutri-spirit ne l'a pas rendue malade. En fait, cela lui donnait l'énergie nécessaire pour travailler toute la nuit, mais elle se surmenait et se rendait malade. Belzébuth veut en fait plus de Nutri-spirit. Azusa punit Harukara pour lui avoir fait perdre son temps. Harukara décide de déplacer son usine Nutri-spirit à Flatta pour continuer à vivre avec Azusa. Belzébuth accepte de revenir pour régler son duel contre Azusa de manière amicale, et de rendre visite à Falfa et Shalsha. Azusa décide qu'elle peut gérer sa nouvelle famille qui s'agrandit encore, jusqu'à ce que Raika annonce soudainement qu'elle retourne dans sa propre maison.                                                                  |                                          |                                |                                         |                       |
| 4 | On est allées au mariage d'un dragon     | ドラゴンの結婚式に行った       | Doragon no Kekkonshiki ni Itta          | 1er mai 2021          |
| Raika précise qu'elle ne part que temporairement pour assister au mariage de sa sœur aînée Leila et qu'elles sont toutes invitées. Raika les emmène au mont Rokko, la demeure volcanique des dragons rouges. Sans crier gare, les dragons du clan ennemi des dragons bleus perturbent la fête, dirigés par Fratorte, un tyran notoire jaloux de la sœur de Raika qui se marie avant elle; et ils projettent donc d'utiliser leur souffle de glace pour geler complètement le mont Rokko. Azusa décide de ne pas s'immiscer dans un problème inter-clanique, mais lorsqu'un dragon bleu met ses filles en danger, elle bat les dragons bleus présents sur le lieu du banquet et met Fratorte K.O. Au village du mont Rokko, Azusa trouve Belzébuth, là pour des vacances aux sources chaudes, drainant le reste des dragons bleus de leur mana. Raika force Fratorte, capturée, à prendre sa forme humaine et à payer les dommages. Azusa la force également à signer un traité de paix afin qu'elle ne puisse plus jamais attaquer les dragons rouges. Lors du mariage, Fratorte souhaite à contrecœur bonne chance à Leila en tant que femme mariée. Raika demande à Azusa si elle peut la traiter comme une sœur maintenant que sa propre sœur est mariée. Azusa est heureuse que Raika soit maintenant sa sœur cadette, Belzébuth sa sœur aînée et Harukara son apprentie gaffeuse. |                                          |                                |                                         |                       |
| 5 | Une fantôme débarque                     | 幽霊が出た                     | Yūrei ga Deta                           | 8 mai 2021            |
| La nouvelle usine de Harukara est hantée par un fantôme, ce qui l'empêche d'embaucher des ouvriers. Azusa, effrayée par les fantômes, invoque Belzébuth à son secours. Belzébuth force le fantôme à se rendre visible, révélant qu'il s'agit d'une adolescente nommée Rosalie, qui s'est suicidée il y a des siècles lorsque ses parents égoïstes l'ont vendue pour épouser un homme cruel. L'usine était autrefois sa maison familiale et, en tant que fantôme, elle est piégée là où elle est morte. Belzébuth révèle que si elle possède un vivant pour sortir du bâtiment, elle sera libérée. Azusa propose alors Harukara comme réceptacle, ce qui ravit Rosalie. Chez Azusa, Rosalie réalise qu'elle est coincée dans le corps de Harukara, ce qui, selon Belzébuth, pourrait tuer Harukara sous peu. Tenter de la libérer de Rosalie s'avère difficile, car elle ne peut être ni secouée, ni exorcisée, ni même effrayée. Espérant endormir Rosalie, Azusa et Belzébuth l'enivre, permettant ainsi à Harukara de retrouver son corps. Rosalie est ensuite dessaoulée en plongeant Harukara dans de l'eau glacée, ce qui la fait bondir hors de son corps. Révélant qu'elle sait utiliser la magie, Rosalie dissipe les rumeurs de fantômes en se rendant utile aux villageois, permettant à Harukara de commencer à employer des ouvriers. |                                          |                                |                                         |                       |
| 6 | Léviathan débarque                       | リヴァイアサンが来た           | Rivaiasan ga Kita                       | 15 mai 2021           |
| Belzébuth annonce qu'Azusa recevra la Médaille d'Honneur des Démons pour avoir mis fin à la guerre entre les clans de dragons, ce qui signifie qu'elles doivent se rendre au Royaume des Démons. Rosalie craint de ne pas pouvoir porter une belle robe, car les fantômes restent coincés dans la tenue qu'ils portaient à leur mort. Comme il n'existe aucun sort pour changer l'apparence d'un fantôme, Azusa décide de créer le sort elle-même et parvient à revêtir Rosalie d'une robe digne d'une princesse. Belzébuth arrive avec un démon léviathan nommé Fatla pour les transporter au Royaume des Démons. Fatla est si grande qu'elle porte sur son dos un hôtel de luxe tenu par sa sœur Vania. Après y avoir passé la nuit, elles arrivent à Vanzeld, la capitale des démons, pour rencontrer le Roi Démon. Ce Roi Démon se révèle être une petite fille, Provat Pecola Allieres, fan des exploits d'Azusa et de la boisson Nutri-Spirit de Harukara. Harukara, ignorant au départ que Provat est le Roi Démon, fait plusieurs remarques grossières et doit ramper pour obtenir son pardon. Provat la trouve drôle et lui pardonne, mais Harukara lui donne accidentellement un coup de tête en se relevant. Provat étant inconsciente, Harukara est arrêtée pour lèse-majesté et condamnée à mort. |                                          |                                |                                         |                       |
| 7 | J'ai vaincu la reine des démons          | 魔王を倒しちゃった             | Maō o Taoshichatta                      | 22 mai 2021           |
| Azusa élabore un plan pour réveiller Provat à l'aide d'une potion au goût infect. Cependant, elle doit combattre ses sujets, qui ne lui font pas confiance. Provat se réveille et accuse Azusa de vouloir l'empoisonner, puis la provoque en duel. Azusa détruit l'épée de Provat, qui accepte alors d'épargner Harukara, mais admet ensuite qu'elle cherchait quelqu'un de plus fort qu'elle et déclare qu'Azusa est sa grande sœur. Forcée d'accepter, Azusa se fait passer pour une grande sœur dominatrice et force Provat (qui insiste désormais pour être appelée Pecola) à libérer Harukara après l'avoir convaincue que sa mise au sol était accidentelle. Pecola admet souffrir d'un « complexe de soumission » et veut qu'Azusa la commande. Lors de la cérémonie de remise des médailles d'honneur, Pecola remet des médailles à Azusa, à Raika et à Fratorte pour célébrer la fin de la guerre des dragons. Elle oblige également Fratorte à laisser Azusa toucher ses cornes en signe de paix. Fratorte révèle qu'qu'lui touchant les cornes, Azusa devient ainsi sa maîtresse ; elle doit donc la servir pour toujours ou se suicider. Azusa réalise que Pecola l'a manipulée pour qu'elle emmène Fratorte chez elle. Elle lui ordonne alors de penser et d'agir par elle-même, libérant ainsi Fratorte de sa servitude grâce à une faille. Fratorte décide de vivre avec elle malgré tout et commence à appeler Azusa « Maman », ce qui engendre une rivalité fraternelle avec Raika.                                                                       |                                          |                                |                                         |                       |
| 8 | Une usurpatrice débarque                 | 高原の魔女の偽物が出た         | Kōgen no Majo no Nisemono ga Deta       | 29 mai 2021           |
| Raika et Fratorte se disputent sans cesse. Falfa et Shalsha pensent qu'elles sont grincheuses parce qu'elles n'ont pas mangé de viande fraîche depuis un bon bout de temps. Natalie, la réceptionniste de la guilde, annonce une invasion de sangliers long-marteau, au grand plaisir de Raika et Fratorte. Fratorte s'embarrasse d'abord en se déshabillant, considérant ses vêtements comme une gêne. Après avoir tué les sangliers, Belzébuth et Fatla arrivent et organisent un festin de sanglier. Raika et Fratorte admettent qu'elles se disputaient pour dormir à tour de rôle à côté d'Azusa, alors cette dernière les laisse dormir dans son lit. Azusa se rend vite compte que quelqu'un s'est fait passer pour elle. En recueillant des informations, elle tombe avec Raika sur un bar spécialisé dans les masochistes. La propriétaire propose d'identifier la fausse Sorcière des Plaines si elles abusent de ses clients, un talent qu'Azusa et Raika découvrent. L'usurpatrice est une vieille femme qui tente de s'enfuir, mais elle est rattrapée et se transforme en une jeune sorcière nommée Eno. Eno explique qu'elle fabrique des médicaments et qu'elle souhaite devenir célèbre, mais qu'elle ne veut pas être reconnue par trop de gens. Azusa lui suggère de vendre ses médicaments, mais en tant qu'idole, afin d'être à la fois célèbre et totalement anonyme. Ses médicaments rencontrent un tel succès qu'elle demande conseil à Azusa pour développer son activité, et Harukara envisage même de faire d'elle une associée dans son usine. |                                          |                                |                                         |                       |
| 9 | Ma fille s'est transformée en slime      | 娘がスライムから戻れなくなった | Musume ga Suraimu Kara Modorenaku Natta | 5 juin 2021           |
| Falfa se transforme en Slime et ne peut plus reprendre forme humaine. Belzébuth suggère de s'adresser à Intellislime, le Slime-Intelligent, qui vit dans le château de Pecola. Intellislime l'ignore, mais les aiguille vers la maison de Magislime, le Slime-Magicien, au sommet d'une montagne voisine. Magislime explique qu'elle était un slime, mais qu'elle a utilisé la magie de transformation pour devenir humaine. Elle diagnostique immédiatement que Falfa est sous sa « forme endormie », ce qui signifie qu'elle a dû se froisser un muscle pendant son sommeil, rendant trop difficile le maintien de sa forme humaine. Comme elle a agi instinctivement, elle doit apprendre à se retransformer; et Magislime suggère de s'adresser à Slimartiaux, le Slime-Combattant, qui a acquis sa forme humaine en étudiant les arts martiaux. Ils retrouvent Slimartiaux lors d'un tournoi de combat auquel Azusa et Belzébuth participent tous deux. Belzébuth bat Slimartiaux, qui aide Falfa à redevenir humaine. Belzébuth exige qu'Azusa la combatte en finale pour mettre fin à leur ancien duel. Azusa refuse de perdre sous le regard de ses filles et bat à nouveau Belzébuth. Belzébuth fait remarquer plus tard qu'après avoir remporté le tournoi, la renommée d'Azusa va s'étendre et lui causer encore plus de problèmes. Slimartiaux demande à devenir l'élève d'Azusa, mais change rapidement d'avis en percevant dans l'aura d'Azusa le nombre de slimes qu'elle a tués. Elle devient alors l'élève de Belzébuth, réticente.                       |                                          |                                |                                         |                       |
| 10 | Une troubadour débarque                  | 吟遊詩人が来た                 | Gin'yū Shijin ga Kita                   | 12 juin 2021          |
| Une femme-lapin troubadour nommée schifanoia visite Flatta; mais les gens sont loin d'être séduits par son Death Metal. Elle s'évanouit de faim, alors Azusa la ramène chez elle où elle révèle son vrai nom : Kuku. Musicienne ratée depuis soixante-trois ans, elle envisage désormais de trouver un vrai travail. Azusa lui conseille de continuer si cela lui fait plaisir. Fratorte, en tant que fan de musique, souligne que le Death Metal n'est plus populaire et que Kuku n'est pas très talentueuse. Azusa suggère de changer de style et demande à tout le monde de réfléchir à de nouvelles paroles. Raika chante sa dévotion à Azusa, Harukara une chanson pour promouvoir sa boisson nutritive, Falfa et Shalsha chantent des sauterelles, et Rosalie chante la dépression post-mortem. Kuku décide d'abandonner son personnage de Schifanoia et d'écrire une chanson inspirée par Azusa et sa famille. Belzébuth arrive, entend la nouvelle chanson de Kuku et exige qu'elle se produise au festival de musique démoniaque. Kuku a le trac à l'idée d'un public aussi nombreux, mais Fratorte l'aide à surmonter son trac en interprétant sa chanson « Thank You » sous des applaudissements nourris. Sa performance exceptionnelle lui vaut des centaines de propositions pour d'autres concerts. Kuku remercie tout le monde de croire en elle, en particulier Fratorte, qui lui conseille de continuer à jouer le style qui lui plaît, quoi qu'il arrive.                                                                                                |                                          |                                |                                         |                       |
| 11 | J'ai rapetissé en mangeant un champignon | キノコを食べて子供になった     | Kinoko o Tabete Kodomo ni Natta         | 19 juin 2021          |
| Harukara donne accidentellement à Azusa un champignon magique, la transformant en enfant. Azusa est agacée, mais Raika et Fratorte sont ravies. Azusa invoque Belzébuth, qui ne résiste pas à sa taille mignonne, mais accepte de l'emmener auprès de Pecola, elle aussi sous le charme d'Azusa. Elle la conduit dans un donjon au cœur d'un Arbre-Monde géant où vit un alchimiste. Azusa s'attend à un voyage périlleux, mais découvre que l'arbre a été transformé en une attraction touristique de 108 étages où, plus on monte, plus les billets coûtent cher. Déjouer les pièges à touristes prend du temps et elles passent la nuit dans une source chaude au 38e étage, puis la nuit suivante au 84e étage. Arrivés au 108e étage, l'alchimiste, une jeune fille, lui donne le remède : des pilules fabriquées par Eno. Eno arrive et s'étonne qu'Azusa ait grimpé à l'arbre alors que des wyvernes auraient pu l'emmener jusqu'au sommet. De plus, le médicament est disponible dans la boutique d'Eno, près de chez Azusa. Azusa retourne au château de Pecola et prend les pilules, mais oublie de se changer avant. Lorsqu'elle grandit, ses vêtements se déchirent et la laissent nue, au grand plaisir de Pecola. Fatiguée et sale, Azusa insiste pour que tout le monde prenne un bain ensemble, y compris Pecola, qui lui demande si elle peut lui caresser ses seins d'adulte et la poursuit dans les thermes. |                                          |                                |                                         |                       |
| 12 | Nous ouvrons un café                     | 喫茶店を開いた                 | Kissaten o Hiraita                      | 26 juin 2021          |
| La famille visite Flatta qui se prépare pour le festival de danse, un événement de deux jours célébrant les récoltes. Azusa, qui avait auparavant pris ses distances avec les festivals précédents, mais ayant noué des liens avec les autres, souhaite s'impliquer pour le festival. Lors d'un déjeuner dans un café, Azusa s'inspire des talents des autres pour gérer le café « Le Café de la Sorcière » la veille du festival. En prévision du festival, Azusa et les autres essayent leurs uniformes de serveuses, préparent le menu, installent le café et distribuent des prospectus aux habitants de Flatta. La veille du festival, voyant la longue file d'attente devant leur café, Azusa ouvre le café une heure plus tôt et commence à servir les clients avec les autres. Alors que le café gagne en fréquentation au fil de la journée, Belzébuth, Vania, Fatla et même Pecola se mobilisent, et Slimartiaux, Eno et Kuku visitent également le café. Grâce à leur aide, Azusa et les autres parviennent à servir tous les clients et à fermer boutique. Azusa remercie les autres d'avoir fait du café un succès avant de faire une pause pendant qu'elle réfléchit aux événements passés de sa nouvelle vie. Le lendemain, les autres souhaitant assister au festival de danse, Azusa décide d'y emmener sa famille le soir même. On frappe à la porte et Azusa ouvre, saluant la personne qui commence sa journée. |                                          |                                |                                         |                       |

#### Saison 2
| No | Titre français                                 | Titre japonais                 | Titre japonais                     | Date de 1re diffusion |
| No | Titre français                                 | Kanji                          | Rōmaji                             | Date de 1re diffusion |
| --- | ---------------------------------------------- | ------------------------------ | ---------------------------------- | --------------------- |
| 1 | La déesse est arrivée                          | 神様が来た                     | Kamisama ga Kita                   | 5 avril 2025          |
| Azusa se remémore sa vie passée, son trépas et sa réincarnation; ainsi que les rencontres ayant mené à la fondation de sa famille. Durant le petit déjeuner, elle décide d'aller cueillir des champignons; et avec Raika et Harukara, elles se rendent au bord de la forêt, lorsqu'elles aperçoivent des champs de riz et de haricots rouges. De retour à la maison, Azusa décide de confectionner des petits gâteaux manjū à partir de ses découvertes et les présente à ses filles. Après avoir travaillé leur design pour qu'ils ressemblent à des slimes, toute la famille se rend à Flatta pour les vendre. Les manjū se vendent comme des petits pains, et Harukara propose de collectionner des tampons sur une carte, une tendance apportée par la déesse Méga-Méga; Shalsha explique son histoire. Alors qu'Azusa, Shalsha et Harukara se rendent à la convention de la déesse, les autres choisissent de rester chez eux. Lors de la convention, Azusa découvre que la déesse est celle-là même qui l'a réincarnée. Après son discours, la déesse invite Azusa à la voir. Azusa s'inquiète de ce que la déesse va lui faire, mais en la rencontrant, elle apprend que la déesse a été rétrogradée, car la réincarnation des gens en jeunes femmes immortelles devient un problème pour les dieux. De retour chez elle, tous les membres de sa famille ajoutent des votes à sa carte de fidélité, et elle décide d'en faire aussi pour tous les autres. |                                                |                                |                                    |                       |
| 2 | On a recherché un mort-vivant                  | アンデッドを捜索した           | Andeddo o Sōsaku Shita             | 12 avril 2025         |
| Après avoir vendu des pierres de mana à la guilde, Falfa et Shalsha reçoivent une lettre les invitant à un événement appelé le Sommet des Esprits du Monde. Seuls les esprits sont autorisés à y assister, ce qui signifie que le reste de la famille d'Azusa ne peut pas venir, à l'exception d'Azusa elle-même, Falfa et Shalsha étant autorisées à se faire accompagner. Elles se rendent au lac où l'événement aura lieu, mais doivent attendre la nuit pour que le rassemblement commence. Au début de l'événement, Shalsha partage le plat préparé par sa mère avec sa sœur. Une fois l'événement terminé, les esprits s'en vont et une femme nommée Yufufu, un esprit gouttelette, émerge du lac et explique que l'événement se déroulait autrefois sur un sommet, mais que le lieu a été déplacé car les esprits s'en désintéressent. Elle invite les trois demoiselles chez elle et décide de devenir la mère adoptative d'Azusa, ce ce que cette dernière accepte. Le lendemain matin, Azusa découvre, à sa grande honte, qu'elle est trempée, après avoir enlacé Yufufu. De retour chez elle, elle rencontre Vania, Fatla, Belzébuth et Pecora, qui ont entendu parler de son nouveau plat. Pecora partage les biscuits qu'elle a préparés avec Azusa. Elles demandent à Azusa de les aider à rechercher un mort-vivant qui doit être amené au Royaume des Démons, ce qu'elle accepte à contrecœur. Après avoir distribué des prospectus concernant les morts-vivants avec l'aide de Slimartiaux, Azusa se souvient d'une rumeur selon laquelle les esprits mentionnés plus haut et, en suivant une femme livrant de la nourriture avariée aux morts-vivants, elles découvrent que la morte-vivante est une catgirl nommée Pondeli. Une fois la femme partie, elles persuadent Pondeli de les laisser entrer et apprennent qu'elle est morte de faim à cause de sa paresse et qu'elle surveille désormais un cimetière. Elle ne veut pas aller au Royaume des Démons car elle déteste travailler, alors Belzébuth la défie à une partie de cartes et si elle gagne, Pondeli doit lui obéir. Belzébuth perd, car Pondeli est très douée aux cartes ; Cependant, Belzébuth a toujours besoin que Pondeli déménage au Royaume des Démons. Azusa lui suggère donc d'y installer une boutique où elle pourra défier les démons à ses jeux de cartes moyennant finance. Pondeli accepte l'idée, car elle peut ainsi gagner de l'argent tout en évitant de travailler. |                                                |                                |                                    |                       |
| 3 | On a visité la maison de Belzébuth             | ベルゼブブの家に行った         | Beruzebubu no Ie ni Itta           | 19 avril 2025         |
| Pondeli profite de sa nouvelle boutique au Royaume des Démons. Sur la suggestion de Vania et Fatla, Azusa rend visite à Belzébuth avec eux, invisible, pour la voir travailler. Sa présence est finalement découverte. Belzébuth invite le reste de la famille d'Azusa à dîner. Après cela, elle les autorise à contrecœur à entrer dans son manoir. Au cours du repas, elles remarquent que le manoir est vide. Lorsque Falfa et Shalsha souhaitent l'explorer, Belzébuth les fait visiter. Falfa et Shalsha souhaitent également voir le premier étage et, malgré les protestations de Belzébuth, elles découvrent qu'il est en désordre, le manoir comportant bien plus de pièces qu'elle n'en avait besoin. Elle explique qu'elle est née dans un milieu modeste, et Raika décide de faire le ménage et défie Fratorte. Apprenant que Falfa et Shalsha sont sorties dans le jardin, elles sortent, mais découvrent qu'il s'agit d'une jungle peuplée de plantes et de monstres mortels. Alors qu'Azusa recherche ses filles, elle aperçoit une plante mouvante qui s'enfuit tandis que Belzébuth parvient à retrouver les jumelles. Elles retournent au manoir où Rosalie déclare que la compétition entre Raika et Fratorte s'est soldée par un match nul. Pendant ce temps, la plante mouvante se révèle être une fille mandragore, terrifiée par les sorcières. |                                                |                                |                                    |                       |
| 4 | On a cherché une mandragore                    | マンドラゴラを探すことになった | Mandoragora o sagasu koto ni natta | 26 avril 2025         |
| Azusa visite la nouvelle boutique d'Eno accompagnée de Fratorte et Harukara. Eno lui donne des pilules de mandragore et lui explique l'histoire des mandragores tricentenaires ; il s'avère que les sorcières désirent capturer des mandragores tricentenaires pour les transformer en précieux remèdes. Azusa se souvient de la plante qui avait bougé dans le jardin de Belzébuth et, en réaction, Eno ferme boutique et s'en va. Le groupe d'Azusa va informer Belzébuth, lui demandant de l'aider à protéger la mandragore. Eno arrive avec toutes les sorcières du pays pour chasser la mandragore dans la propriété privée de Belzébuth, au grand désarroi d'Azusa et à la colère de Belzébuth. Le groupe d'Azusa tente de trouver la mandragore avant les autres, mais découvre qu'Eno les a suivis, et conduit alors les autres sorcières à leurs emplacements. Après avoir été persuadée bruyamment par Harukara, la mandragore terrifiée se révèle à Azusa. Constatant son innocence, les sorcières ne peuvent se résoudre à lui faire du mal, mais la mandragore confie une de ses feuilles à Eno pour qu'elle puisse créer le remède, à condition qu'elles la laissent tranquille. Belzébuth accuse les sorcières d'avoir saccagé son jardin; en légitime défense, elle réclame réparation de leur part. De retour chez Belzébuth, la mandragore développe une hostilité envers Harukara, car ses congénères cueillent des plantes, et Azusa l'invite à vivre chez elle. Le groupe essaie de trouver un nom pour la mandragore avant qu'Azusa ne lui donne le nom de Sandra et la ramène chez elle pour la présenter au reste de sa famille. Étant une plante, Sandra n'a besoin que d'eau et de soleil pour se nourrir et préfère dormir dans le jardin. Elle donne également des conseils de jardinage à tout le monde, car les légumes sont si mauvais, ce qui leur permet de mieux se nourrir. Après le générique, on apprend que Belzébuth a fait travailler les sorcières dans son jardin pour compenser les dégâts. |                                                |                                |                                    |                       |
| 5 | Je suis devenue la fille de Yufufu             | ユフフママの娘になった         | Yufufu Mama no Musume ni Natta     | 3 mai 2025            |
| Tandis que Falfa et Shalsha enseignent l'écriture à Sandra, Azusa la considère comme sa troisième fille, bien que cette dernière le nie. En faisant la lessive, Shalsha demande à Azusa de l'inscrire, elle, Falfa et Sandra, à l'école. Azusa les inscrit à l'école élémentaire Senale et les observe en étant invisible. Grâce à ses connaissances, Falfa termine les leçons assez rapidement. En jouant au ballon, la force de Shalsha empêche les autres enfants de suivre et Sandra se cache sous terre pour éviter d'être touchée par le ballon, surprenant ses camarades. Quelques jours plus tard, Azusa informe Yufufu de ce qui s'est passé à l'école : Falfa et Shalsha ont obtenu leur diplôme plus tôt que prévu, et Sandra n'interagira plus qu'avec elles et Azusa. Au cours d'un repas, Azusa redevient une petite fille après avoir mangé un champignon familier. Yufufu, voyant qu'Azusa ne comprend pas le mode de vie de ses filles, décide de lui faire vivre la même expérience. Azusa invite Sandra pour lui faire vivre la même expérience. Alors qu'elles font leurs courses, des malfrats capturent Azusa et Sandra après que Yufufu les ait brièvement quittées, avec l'intention de les rançonner. En arrivant à leur cachette, Azusa révèle son vrai visage et vainque les voyous avec aisance. Un voyou prend alors Sandra en otage pour forcer Azusa à se rendre, mais Yufufu les sauve in extremis. Après l'arrestation des voyous, Azusa et Sandra comprennent enfin ce que signifie être jeune. Le lendemain matin, Azusa redevient adulte et Sandra décide d'étudier à la maison plutôt que de retourner à l'école, appréciant la compagnie de sa mère et de ses deux sœurs. |                                                |                                |                                    |                       |
| 6 | Raika a participé à un tournoi d'arts martiaux | ライカが武術大会に出た         | Raika ga bujutsu taikai ni deta    | 10 mai 2025           |
| Alors que Raika fait la lessive, elle se remémore sa première rencontre avec Azusa. Slimar arrive et s'entraîne au combat avec Raika pour se préparer à un tournoi d'arts martiaux. Cependant, elle se casse le dos et reprend sa forme de slime. Ne pouvant participer seule au tournoi dans cet état, Raika décide de l'accompagner en tant que dresseuses de slimes. Elles remportent facilement le premier round, Azusa étant impressionnée par la capacité de Slimar à se battre même sous sa forme visqueuse. Après avoir remporté plusieurs rounds, elles affrontent un chevalier nommé Domremy. Slimar parvient à le vaincre en l'attaquant de l'intérieur de son armure. Après avoir remporté le prix, Slimar part réaliser son rêve. Après avoir observé les montagnes environnantes pendant un certain temps, Fratorte révèle que sa terre natale est proche du colisée et y emmène Azusa pour une visite. Elle s'inquiète toutefois de la réaction de son espèce à son retour, car les dragons bleus sont avant tout axés sur la force. Raika les accompagne également. À leur arrivée, Azusa et Raika découvrent que l'endroit se trouve dans une région enneigée. Elles rencontrent également les parents de Fratorte ainsi que les autres dragons bleus, tous désireux de défier Azusa. Fratorte la prévient qu'ils pourraient venir chez elle si elle décline. Les dragons sont vaincus un à un, mais Raika veut également affronter Azusa pour montrer son entraînement. Elle perd également le combat. Plus tard, en rentrant chez elle, Azusa est heureuse que les dragons bleus l'aient acceptée. Plus tard, Raika et Fratorte se défient au ping-pong. |                                                |                                |                                    |                       |
| 7 | On a rencontré l'esprit du pin                 | 松の精霊に会った               | Matsunoseirei ni atta              | 17 mai 2025           |
| Natalie suggère à Azusa de se marier, ce qu'elle refuse. Elle lui informe alors qu'une fête de mariage a lieu dans une ville appelée Tazine, une situation qui s'enlise et ne peut être résolue que par une cérémonie de mariage. Natalie prévoit également d'y accompagner Azusa et suggère d'y amener Harukara et Fratorte, même si elles ne sont pas non plus intéressés par le mariage. En arrivant à Tazine, ils trouvent la salle vide. Les hommes présents, très vieux, ne sont pas aussi séduisants que Natalie le pensait avant que le groupe ne visite un temple appartenant à Misjantie, un esprit qui bénit le mariage. Une femme apparaît à proximité et se révèle être Misjantie, contrariée par le déclin de ses affaires dû au départ de ses habitants. Natalie lui demande de l'aider à trouver un mari, mais elle ne peut le faire. Elle les exhorte cependant à sauver son temple, qui s'effondrera si la cérémonie de mariage n'a pas lieu. Azusa, Harukara et Fratorte refusent toujours de se marier, alors Misjantie propose une autre idée : marier Falfa et Shalsha. Apprenant cela, Belzébuth accepte, car il ne s'agit pas d'un mariage réel. Les personnes qu'Azusa avait rencontrées auparavant arrivent toutes pour assister au mariage. La cérémonie commence avec Falfa et Shalsha en smoking; les deux esprits des slimes reçoivent des alliances. Azusa est chargée d'aider pour la partie suivante, qui implique maintenant ses filles en robes de mariée. Après des discours chaleureux, elles embrassent leur chère maman. De retour chez elles, Azusa et ses filles plantent un pin offert par Misjantie, qui atteint sa taille adulte en trois jours. Sandra n'est pas impressionnée par le nouvel arbre, mais elles découvrent que Misjantie a construit un petit temple sur l'arbre pour organiser davantage de cérémonies de mariage chez Azusa. Azusa n'apprécie pas l'idée, alors Misjantie déplace son temple (désormais de taille normale) au village de Flatta. Après le générique, Natalie se rend au nouveau temple pour prier pour un mari, sans grand succès. |                                                |                                |                                    |                       |
| 8 | On est allées se baigner                       | 海水浴に行った                 | Kaisuiyoku ni itta                 | 24 mai 2025           |
| Pour se protéger du froid, Azusa et sa famille décident d'aller à la plage, mais découvrent la présence de méduses. Elles rencontrent Cralina, une artiste itinérante doublée d'un esprit des méduses; ses œuvres leur donnent la chair de poule. Elle les aide à se débarrasser des méduses en convainquant l'esprit des vagues, leur permettant ainsi de profiter de la plage. En échange, elles acceptent de servir de modèles pour ses peintures. Cralina fait également preuve d'un dernier pouvoir en faisant briller les méduses. Quelques jours après, Toute la famille visite la maison de Cralina pour admirer sa collection artistique, en compagnie de Vania, Fatla, Belzébuth, Slimar et Pecola. Elles découvrent que leurs portraits les montrant à la plage sont si flippants qu'on dirait des tableaux d'horreur. Belzébuth examine une peinture représentant des pyramides et révèle qu'il s'agit en réalité d'un royaume peuplé de fantômes. Malgré sa peur des esprits frappeurs, Azusa décide de s'y rendre avec Rosalie, Belzébuth, Slimar et Pecola, tout en convainquant le reste de sa famille de rester sur place pour leur propre sécurité. Après avoir vaincu des monstres et supprimé une barrière avec l'aide de Pecora, elles atteignent les pyramides, mais rencontrent des femmes fantomatiques qui se révèlent après que Rosalie les a convaincus qu'elles ne leur voulaient aucun mal. Parmi elles, une jeune fille fantôme se présente comme Nana Nana, servante et ministre de Mumu Mumu, la souveraine du royaume. Elle révèle qu'après qu'une épidémie a frappé le royaume et tué ses habitants, la reine s'est enfermée dans sa chambre et refuse d'en sortir, trouvant son peuple ennuyeux. Le groupe accepte d'aider Mumu Mumu à sortir et relève des défis pour atteindre le tombeau de Mumu Mumu. |                                                |                                |                                    |                       |
| 9 | On a rencontré un esprit des profondeurs       | 悪霊の陛下と会った             | Akuryō no heika to atta            | 31 mai 2025           |
| En entrant dans la chambre, Rosalie se demande si elle s'entendra bien avec Mumu Mumu, compte tenu de son statut différent, avant que les autres ne l'encouragent. Un golem les attaque, mais Azusa parvient à le vaincre, mais d'autres golems apparaissent. Après les avoir vaincus, elles remarquent que les golems sont faits de sable imprégné de magie. Elles trouvent également du pain, lui aussi créé par magie. Après avoir combattu d'autres monstres et surmonté de nombreux pièges dans la chambre, elles rencontrent un chien à trois têtes, qui disparaît numériquement lorsqu'Azusa le touche. Il s'avère que le donjon dans lequel elles se trouvent est un jeu inachevé sur lequel Mumu Mumu travaille. Slimar découvre un passage secret dans le mur. Elles se retrouvent dans une salle de contrôle où Mumu Mumu travaille à la construction du donjon. Elle est déçue de ne pas avoir réussi à terminer le donjon à temps. Après que Rosalie lui ait expliqué la situation à l'extérieur, Mumu Mumu révèle qu'elle n'apprécie pas d'être reine car elle ne peut pas se faire d'amis. Rosalie décide alors de devenir amie avec Mumu Mumu, qui insiste pour qu'on l'appelle désormais Muu. Le royaume des fantômes s'allie alors au royaume des démons. Quelque temps plus tard, Azusa reçoit un engrais spécial que Sandra apprécie. Après l'avoir testé sur elle, elle grandit et développe un changement de personnalité. Elle se rend en ville avec Azusa, Fratorte et Harukara pour choisir de nouveaux vêtements. Sandra tombe également amoureuse d'un arbre vieux de quatre siècles et offre un bouquet de fleurs à Azusa, qui la serre dans ses bras en retour. Le lendemain, Sandra retrouve son état normal, mais décide d'utiliser à nouveau l'engrais pour les occasions spéciales. |                                                |                                |                                    |                       |
| 10 | Je suis allée à l'anniversaire de Pecola       | 魔王のお誕生会に行った         | Maō no o Tanjōe ni Itta            | 7 juin 2025           |
| Un soir, Pecola lit un livre sur les renards. Tandis qu'Azusa et sa famille font des corvées, Pecola arrive et offre des cadeaux à tout le monde. Elle annonce également que son anniversaire approche et souhaite la présence exclusive d'Azusa. La fête se déroule dans un théâtre où Pecola se produit devant un large public, tandis qu'Azusa l'observe depuis une place privée. Pecola invite ensuite Belzébuth à se produire avec elle, mais cette dernière révèle qu'elle a été forcée d'y participer car elle était initialement réticente. La fête se déroule dans la salle du trône de Pecola, et Azusa est emmenée dans un espace privé pour dîner avec elle. Après avoir mangé un champignon magique, Azusa se transforme en femme-renard, un effet qui disparaîtra au bout de cinq jours. Elle doit donc rester avec Pecola jusque-là, conformément à son souhait, car Azusa ne veut pas que sa famille voie sa nouvelle forme. Néanmoins, le nouvel instinct vulpin d'Azusa la pousse à développer une fringale incontrôlable pour un tofu aburaage, et elle commence à en faire une recherche frénétique à travers tout le château. Les soldats démoniaques et les mages tentent en vain de l'arrêter. Heureusement, Belzébuth finit par l'arrêter en lui donnant le plat dont elle rêve. Elle gronde ensuite Pecola pour avoir transformé Azusa en femme-renard, mais décide de passer la nuit à dormir sur sa queue avec Pecola, Fatla et Vania, car elle aussi la trouve mignonne. |                                                |                                |                                    |                       |
| 11 | J'ai affronté une déesse traditionaliste       | 伝統ある神様と戦った           | Dentō Aru Kamisama to Tatakatta    | 14 juin 2025          |
| Azusa, enfin revenue à la normale, rentre chez elle après avoir fait des courses avec Raika. Elles croisent Misjantie, contrariée qu'un autre temple, plus grand que le sien, soit construit pour Méga-Méga non loin de là. De retour chez Azusa, elles découvrent que la déesse elle-même est présente. Au lieu de s'en prendre à Méga-Méga, Misjantie révèle qu'elle l'idolâtre et elles décident de s'entendre. Une semaine plus tard, Méga-Méga revient et révèle qu'elle a une rivale : Nintan, une déesse peu amicale. Shalsha révèle l'emplacement de son temple et Azusa accepte à contrecœur d'accompagner Méga-Méga pour l'aider à se venger de Nintan qui s'est moquée de ses cartes de vertu, malgré sa connaissance du danger qu'elle représente. Au temple de Nintan, elles pénètrent dans un portail secret qui les mène à sa dimension. Méga-Méga tente de raisonner Nintan par des méthodes amicales, mais elle ne parvient pas à la convaincre. En dernier recours, elle défie Nintan en combat, mais perd et se retrouve transformée en grenouille, bien qu'elle puisse encore parler. Azusa prend sa défense et Méga-Méga lui donne la Carte des Vertus d'Or, une carte de vertu spéciale qui améliore ses pouvoirs, lui permettant d'obtenir la classe divine. Ainsi, Azusa peut aisément égaler la force de Nintan. Après avoir été persuadée par Azusa, Nintan finit par admettre sa défaite et s'entend désormais bien avec elle. Azusa parvient également à convaincre Nintan d'accepter les souhaits de Méga-Méga, bien qu'elle garde rancune à son égard. De retour au temple, Azusa réalise qu'ils ont oublié de demander à Nintan de ramener Méga-Méga à sa forme normale. Après le générique, on voit que Mega-mega est revenue à sa forme normale quelque temps après, lors d'une conversation avec Nintan. |                                                |                                |                                    |                       |
| 12 | On a encore ouvert un café                     | 今年も喫茶店を開いた           | Kotoshi mo Kissaten o Hiraita      | 21 juin 2025          |
| À l'approche du festival de danse, Azusa décide de rouvrir le Café de la Sorcière. Comme les villageois apprécient le café, la famille envisage de le maintenir ouvert en permanence, malgré le risque d'avoir trop de clients à gérer. Misjantie, ayant entendu cela, décide de participer à sa gestion avec le soutien de Natalie. Le café ouvre quelques jours plus tard. Raika se sent mal à l'aise de porter à nouveau son uniforme de servante et Sandra choisit de ne pas s'en mêler. Belzébuth, Pecola, Fatla et Vania sont les premiers clients à arriver, suivies de Slimar, Muu, Nana Nana, Yufufu, Méga-Méga et Nintan. Azusa finit par convaincre Sandra de l'aider et lui offre son propre uniforme. Après la fermeture du café en fin de journée, Misjantie est impatiente d'ouvrir le sien, tandis que Pecola prépare une surprise pour Azusa le lendemain. Le lendemain, le festival commence et le groupe d'Azusa passe devant des stands tenus par des démons. Ils rencontrent également Eno, Pondeli et Cralina, qui gèrent leurs propres stands. Ils retrouvent ensuite Pecola en train de jouer sur scène avec Kuku. Après sa performance, elle invite Azusa à monter sur scène pour chanter. Pendant ce temps, des flashbacks des personnages avec lesquels Azusa s'est liée d'amitié apparaissent. Une fois Azusa terminée, elle reçoit un tonnerre d'applaudissements. |                                                |                                |                                    |                       |

## Accueil
Le roman illustré fait partie du top 10 des meilleurs romans illustrés de l'année 2019 du guide Kono light novel ga sugoi!.
En mai 2024, le site Mangadex lui donne une note de 8.22/10.